# نیمتشیتسه (ناحیه بلانسکو)
نیمتشیتسه (به چکی: Němčice) یک منطقهٔ مسکونی در جمهوری چک است که در ناحیه بلانسکو واقع شده‌است. نیمتشیتسه ۷٫۴۴ کیلومتر مربع مساحت و ۴۱۶ نفر جمعیت دارد و ۶۱۳ متر بالاتر از سطح دریا واقع شده‌است.